# Санкт-Панкрац
Санкт-Панкрац (нем. Sankt Pankraz) — коммуна (нем. Gemeinde) в Австрии, в федеральной земле Верхняя Австрия. 
Входит в состав округа Кирхдорф-на-Кремсе.  Население составляет 381 человек (на 31 декабря 2005 года). Занимает площадь 47 км². Официальный код  —  40 916.

## Политическая ситуация
Бургомистр коммуны — Манфред Дегельзеггер (СДПА) по результатам выборов 2003 года.
Совет представителей коммуны (нем. Gemeinderat) состоит из 9 мест.
- СДПА занимает 4 места.
- АНП занимает 3 места.
- АПС занимает 2 места.